# Mohedas de Granadilla
Mohedas de Granadilla è un comune spagnolo di 1 115 abitanti situato nella comunità autonoma dell'Estremadura.